# Leonardo Colella
Leonardo Colella, conhecido como Nardo (São Paulo, 13 de setembro de 1930 — São Paulo, 25 de novembro de 2010), foi um futebolista brasileiro, que atuou na posição de centroavante. Atuou em grandes clubes de São Paulo e na Juventus de Turim da Itália. Nardo também era primo do Rinaldo Ciasca famoso goleiro das década de 1950 e 1960 que fez muito sucesso atuando pela Ponte Preta de Campinas.

## Vida
Filho dos imigrantes italianos Leonardo Colella e Lucrezia Ciasca, começou a jogar futebol em 1947, aos dezessete anos, na categoria dos juvenis (os juniores da época) no Corinthians. Em 1948 foi campeão dos juvenis, e entre 1949 e 1950 foi promovido para o time profissional. Ao ser promovido, se deparou com uma das melhores equipes corinthianas de todos os tempos, com Cláudio, Luisinho, Carbone e Baltazar. Durante seu processo de adaptação á equipe principal, foi reserva de Baltazar e jogava como titular no time quando o Batata (forma como Baltazar era apelidado) era convocado para a Seleção Brasileiro. Nardo atuou em algumas partidas do time do Corinthians que faturou o Campeonato Paulista de 1951. Em 1952, foi emprestado ao Comercial, da cidade de São Paulo, que na época, tinha jogadores promissores como Dino Sani e Gino Orlando, além dos zagueiros Clóvis e Alan, que jogariam no Corinthians.
Em 1954, estava de volta ao Corinthians, e desta vez conseguiu maiores chances como titular até que se tornasse definitivamente. Conseguiu o glorioso título do Campeonato Paulista de 1954, no ano do IV Centenário da cidade de São Paulo. Ao todo, Nardo vestiu a camisa alvinegra 107 vezes (73 vitórias, 13 empates e 21 derrotas) e marcou 36 gols (números do “Almanaque do Corinthians”, de Celso Dario Unzelte).
Em 1955, Nardo foi negociado com a Juventus de Turim e se despediu do Corinthians. Mas não se adaptou ao futebol da Itália.
"Sinceramente eu não fui feliz, correspondi pouco ao que eles pretendiam na Juventus. A mãe da minha esposa estava doente e resolvemos voltar. Casei em 55, no mesmo ano que fui para a Itália, após o título do IV Centenário pelo Corinthians."
Pelo Palmeiras, Nardo também conquistou títulos. Ele esteve presente no time alviverde campeão da Taça Brasil de 1960 e campeão do Superpaulistão de 1959 o Palmeiras venceu o Santos, de Pelé, por 2 a 1. O atacante fez 160 partidas pelo Verdão: 91 vitórias, 33 empates e 36 derrotas. Ele marcou 57 gols (segundo números do “Almanaque do Palmeiras”, de Celso Unzelte e Mário Sérgio Venditti). Além de Corinthians e Palmeiras, Nardo defendeu a Portuguesa de Desportos e a Juventus da Itália. “Foi um bom jogador e é um cara muito bacana”, conta Waldemar Micheletti, que conheceu Nardo nos tempos em que morava no bairro da Vila Guilherme.
Nardo não foi o único futebolista a jogar pelos rivais Corinthians e Palmeiras. Além dele, também já atuaram nos dois clubes: Colombo, Amílcar Barbuy, Gamarra, Rincón, Édson, Caçapava, Romeu, Magrão, Rivaldo, Ewerthon, Cláudio, Roberto Carlos, Edílson entre outros.

## Títulos
Corinthians
- Campeonato Paulista: 1951, 1954
- Torneio Rio-São Paulo: 1953, 1954
- Pequena Taça do Mundo: 1953

Palmeiras
- Campeonato Paulista: 1959
- Taça Brasil: 1960